# (100685) 1997 YH2
(100685) 1997 YH2 es un asteroide perteneciente al cinturón de asteroides descubierto el 21 de diciembre de 1997 por Takao Kobayashi desde el Observatorio de Ōizumi, Ōizumi, Japón.

## Designación y nombre
Designado provisionalmente como 1997 YH2.

## Características orbitales
1997 YH2 está situado a una distancia media del Sol de 2,166 ua, pudiendo alejarse hasta 2,421 ua y acercarse hasta 1,911 ua. Su excentricidad es 0,117 y la inclinación orbital 5,339 grados. Emplea 1165,09 días en completar una órbita alrededor del Sol.

## Características físicas
La magnitud absoluta de 1997 YH2 es 16,7.